# Prodaja
Prodaja so dejavnosti, povezane s prodajo ali številom dobrin, prodanih v določenem časovnem obdobju. Tudi nudenje storitve velja za prodajo.
Prodajalec, ali dobavitelj dobrin ali storitev opravi prodajo po prevzemu, prilastitvi, naročilu, ali neposrednem sporazumu s kupcem na prodajni točki. Zgodi se predaja lastninske pravice (lastnina ali lastništvo) predmeta in sporazum o ceni, pri katerem je dosežen dogovor o ceni, pri kateri se zgodi prenos lastništva. Prodajalec, ne kupec običajno izvede prodajo in ta je lahko zaključena pred obveznostjo plačila.
V državah občega prava prodajo na splošno urejata obče pravo in trgovinski zakonik.
Oseba ali organizacija, ki izkazuje zanimanje za pridobitev ponujanega predmeta je potencialni kupec. Kupovanje in prodajanje veljata za dve strani iste transakcije. Prodajalec in kupec sta del procesa pogajanja za izmenjavo vrednosti. Postopek izmenjave ali prodaje ima pravila in prepoznavne stopnje. Predpostavlja se, da bo prodajni postopek potekal pošteno in etično, tako da imata obe strani približno enak izkupiček.